# Tirapu
Tirapu település Spanyolországban, Navarra autonóm közösségben. Tirapu Barásoain, Biurrun-Olcoz, Úcar és Añorbe községekkel határos. Lakosainak száma 51 fő (2024).

## Népesség
A település népessége az elmúlt években az alábbi módon változott:
| Lakosok száma | 64   | 57   | 61   | 57   | 53   | 57   | 51   | 40   | 47   | 51   |
|               | 2001 | 2004 | 2006 | 2009 | 2011 | 2014 | 2016 | 2019 | 2021 | 2024 |